# Stemma di Crotone
Lo stemma della Città di Crotone è l'emblema raffigurativo del comune italiano di Crotone, capoluogo dell'omonima provincia della Calabria. L'immagine dominante sullo stemma è il tripode delfico, simbolo peraltro presente anche sulle prime monete crotoniate del VI secolo a.C. recanti le origini greche della città, fondata appunto dai coloni Achei.

Gonfalone di Crotone

## Blasonatura
Lo stemma venne approvato con regio decreto del 30 aprile 1903 a firma del ministro per gli Affari Interni Giovanni Giolitti. La blasonatura ufficiale è la seguente:

### Blasonatura del gonfalone
Il Comune dispone inoltre di un gonfalone, concesso con regio decreto del 3 aprile 1937, la cui blasonatura ufficiale è:
In seguito alla concessione del titolo di Città sono stati aggiornati i relativi ornamenti dello stemma e del gonfalone.